# Six Degrees of Inner Turbulence
Six Degrees of Inner Turbulence (vaak afgekort als SDOIT of 6DOIT) is het zesde studioalbum van de progressieve-metalband Dream Theater en werd uitgebracht in 2002. Het is een conceptalbum en is uitgegeven op twee cd's.
De twee cd's verschillen erg van elkaar, waarbij de eerste als meer experimenteel en zwaar kan worden beschouwd en de tweede meer in lijn met het voorafgaande studioalbum Metropolis, Pt. 2: Scenes from a Memory.

## Nummers

### Cd 1
1. "The Glass Prison" – 13:52 (Mike Portnoy)
  - I. Reflection
  - II. Restoration
  - III. Revelation
2. "Blind Faith" – 10:21 (James LaBrie)
3. "Misunderstood" – 9:34 (John Petrucci)
4. "The Great Debate" – 13:43 (Petrucci)
5. "Disappear" – 6:46 (LaBrie)

### Cd 2
"Six Degrees of Inner Turbulence" – 42:04
- I. Overture – 6:50 (instrumentaal)
- II. About to Crash – 5:51 (Petrucci)
- III. War Inside My Head – 2:08 (Portnoy)
- IV. The Test That Stumped Them All – 5:03 (Portnoy)
- V. Goodnight Kiss – 6:17 (Portnoy)
- VI. Solitary Shell – 5:48 (Petrucci)
- VII. About to Crash (Reprise) – 4:05 (Petrucci)
- VIII. Losing Time / Grand Finale – 6:01 (Petrucci)

Alle muziek is geschreven door John Myung, John Petrucci, Mike Portnoy en Jordan Rudess. Tussen haakjes staat achter elk nummer de tekstschrijver.

## Achtergrond bij nummers
- Het eerste nummer begint met dezelfde witte ruis waarmee het vorige album eindigde. Het laatste nummer eindigt met een lang akkoord van strijkinstrumenten (vanaf een synthesizer) dat ook is gebruikt als intro voor het volgende album. Dit is een kenmerk van Dream Theater voor meerdere albums.
- Op de gehele tweede schijf staat het ruim 42 minuten durende titelnummer dat is opgedeeld in acht segmenten.
- Het eerste nummer, The Glass Prison, is ook het eerste nummer van Mike Portnoys Alcoholics Anonymous Suite. Deze suite is verdeeld over meerdere albums.
- De eerste vijf nummers (van de eerste cd) behandelen thema's over het leven en de worstelingen daarmee, zoals alcoholisme, religie en de dood. Het zesde nummer, de gehele tweede cd, bevat verhalen over zes personen die elk lijden aan een psychische stoornis. Dit zijn: bipolaire stoornis, posttraumatische stressstoornis, schizofrenie, postpartumdepressie, autisme en dissociatieve stoornis.
- De muziekstijlen van elk gedeelte van het titelnummer weerspiegelen de grote hoeveelheid invloeden van de band. Zo zijn invloeden te horen uit de klassieke muziek, maar ook folk en metal. Ook zijn er directe toespelingen naar nummers van andere bands. Zo lijkt het einde van Goodnight Kiss sterk op The Wall van Kansas. Solitary Shell leunt op Solsbury Hill van Peter Gabriel, zowel muzikaal als de titel. Door sommige fans wordt dit gezien als eerbetoon maar anderen zien het als plagiaat.
- Andere invloeden voor dit album zijn Metallica's Master of Puppets, Tools Ænima, Radioheads The Bends (en ook een Radiohead bootleg die Mike Portnoy meebracht), Pantera's Far Beyond Driven, Megadeth's Rust in Peace, U2's Achtung Baby, Nine Inch Nails' The Downward Spiral, Soundgardens Superunknown, Alice in Chains' Dirt, Kevin Gilbert's Thud, King's X's Faith Hope Love, Galactic Cowboys' Space in Your Face, een cd van Béla Bartók, Rage Against the Machine's The Battle of Los Angeles en Maria Tipo's Chopin Nocturnes.[1]
- The Great Debate had eerst als titel Conflict at Ground Zero. Disappear heette eerste Move On[2].

## Bezetting
- James LaBrie – zang
- John Myung – basgitaar
- John Petrucci – gitaar, achtergrondzang
- Mike Portnoy – drums, achtergrondzang
- Jordan Rudess – Keyboard/synthesizer